# Saint-Georges-de-Lévéjac
Saint-Georges-de-Lévéjac (okcitán nyelven Sant Georges de Lévéjac) korábbi község Franciaország déli részén, Lozère megyében. 2011-ben 259 lakosa volt.
2017. január 1-jén négy másik korábbi községgel egyesült és az így létrejött Massegros Causses Gorges új község része lett.

## Fekvése
Saint-Georges-de-Lévéjac a Causse de Sauveterre mészkőfennsíkon fekszik, 890 méteres (a községterület 420-1005 méteres) tengerszint feletti magasságban, Le Massegros-tól 6 km-re keletre. Területe a Tarn szurdokvölgyének egy részét is magába foglalja, mely azonban közúton csak Saint-Rome-de-Dolan és Les Vignes községeken át közelíthető meg Saint-Georges-de-Lévéjac felől.
Nyugatról Le Recoux, északnyugatról La Tieule, északról La Canourgue, keletről La Malène, délről Les Vignes, délnyugatról pedig Le Massegros és Saint-Rome-de-Dolan községekkel határos. Déli határát a Tarn szurdokvölgyét délről határoló Causse Méjean fennsíkjának pereme alkotja.
Saint-Georges-de-Lévéjacot a D46-os megyei út köti össze Saint-Rome-de-Dolannal (8 km) és La Canourgue-gal (15 km). A község  területén keresztülhalad a Tarn szurdokvölgyében haladó D907-es út és a causse-on keresztülvezető D32-es út.
A községhez tartozik Le Mas-Rouch, Serres, Les Fonts, Les Monziols, Marcayres, Soulages, Le Gauzinès, Ricardès, Le Bouquet, La Piguière, Les Baumes és Baraque de Trémolet település. A község 131 háza közül csak 13 található a községközpontban, a legnépesebb település Soulages (39 ház 1968-ban). La Vaissière és Ricardès települések teljesen elnéptelenedtek.

## Története
A Tarn völgyében a 6. században alapította Hilaire, Mende püspöke Szent Péternek szentelt oratóriumot, melynek helyén a 11. században román stílusú templom épült, melynek egyházközsége a mai község területével megegyezett. A 13-14. században a gazdasági tevékenység a völgyből a Sauveterre-fennsíkra helyeződött át és a Szent Györgynek szentelt templom és Saint-Georges település vált a központtá. A Saint-Pierre-templomot 1866-ban bontották le, helyén ma a Castan-ház áll Les Baumes településen.
A község a történelmi Gévaudan tartományhoz tartozott 1790-ig. Utónevét (eredeti formában Sanctus Georgins de Lebeyco) Lebeyco vagy Lobériaco néven szereplő váráról kapta, mely a 16. században, a vallásháborúk során elpusztult.
Saint-Georges-de-Lévéjac hagyományosan mező- és erdőgazdasági község volt (jelentős juhtenyésztéssel), napjainkban viszont a Tarn szurdokvölgyére összpontosuló idegenforgalom a legfontosabb gazdasági tevékenység.
A község címerét (tervezője Jean-Claude Molinier) 2001 októberében fogadták el.

### Demográfia
| Év   | Lakosság |
| ---- | -------- |
| 1793 | 686      |
| 1851 | 616      |
| 1876 | 728      |
| 1901 | 687      |
| 1936 | 415      |

| Év   | Lakosság |
| ---- | -------- |
| 1946 | 376      |
| 1954 | 353      |
| 1962 | 313      |
| 1968 | 310      |

| Év   | Lakosság |
| ---- | -------- |
| 1975 | 272      |
| 1982 | 278      |
| 1990 | 241      |
| 1999 | 243      |
| 2010 | 259      |

## Nevezetességei

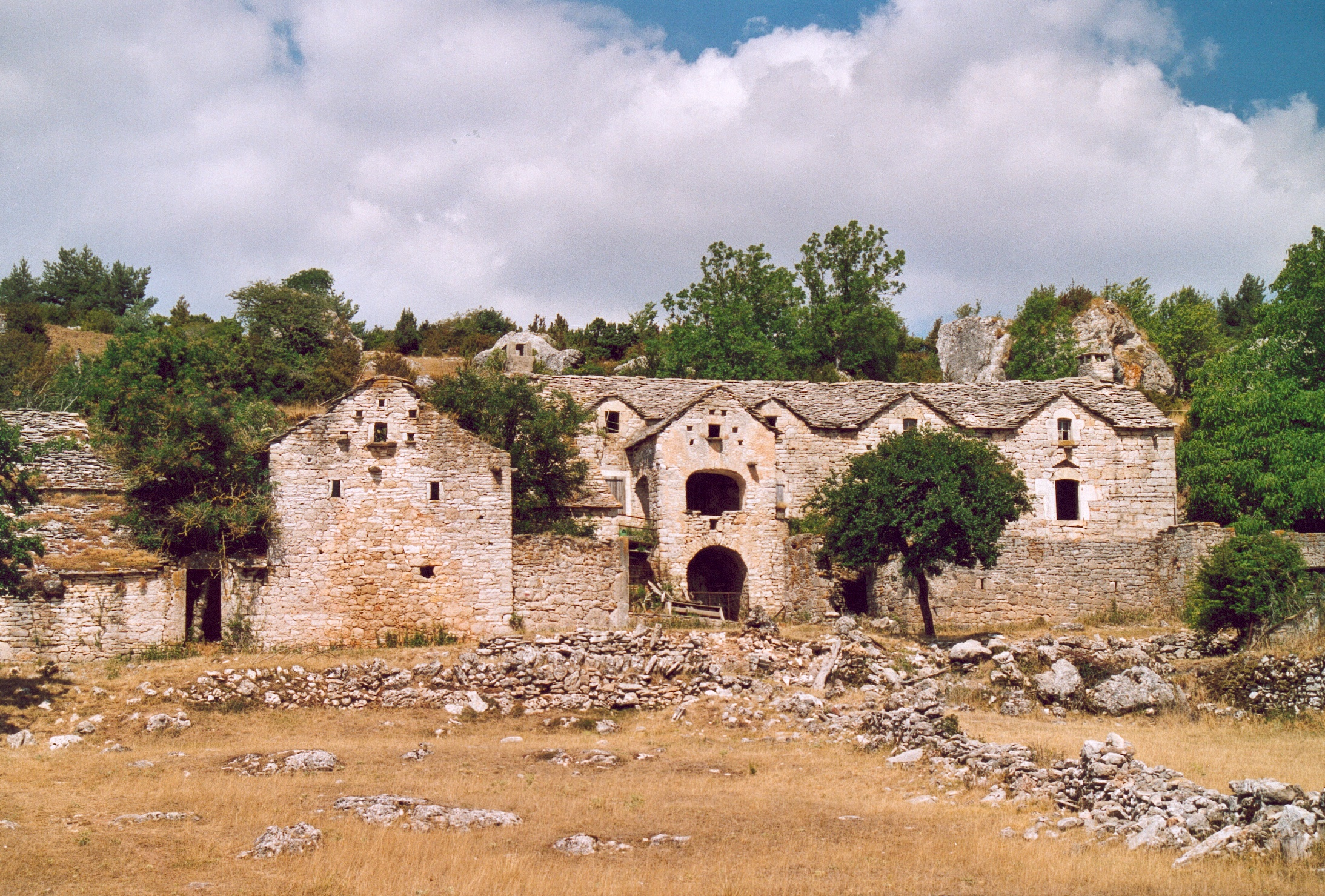
Hagyományos causse-i építészet a községben

- Point Sublime kilátó - a községközponttól 1,5 kilométerre található pontról gyönyörű kilátás nyílik a Tarn szurdokvölgyére. A völgybe meredek turistaút vezet le a kilátótól.
- A Tarn-folyó szurdokvölgye - Cirque des Baumes, Les Détroits, Pas de Soucy kilátó
- Baumes-Chaudes-barlang - a 19. században Barthélémy Prunières vezetésével folyt régészeti feltárások bronzkori temetkezési helyet tártak itt fel.
- Szent Györgynek szentelt plébániatemploma román stílusban épült a 13-14. században, egy 11. századi kápolna helyén.[5] Kapuzata és harangtornya 19. századi.
- Les Monziols településen értékes 18. század eleji, aragóniai stílusjegyeket magán viselő farmépület maradt fenn. Az 1960-as évek eleje óta lakatlan épület restaurálása a 2000-es években kezdődött el.[6]
- Les Baumes településen Szent Hilaire-nek szentelt kis kápolna található, mely 1736-ban épült, a 20. században átépítették.[7]
- La Croze településen (A Tarn bal partján) több 17. századi farmépület maradt fenn.[8]
- La Piguière település Jézus szívének szentelt temploma 1867-ben épült Albaret abbé kezdeményezésére, a községközponttól távoleső tanyák lakói számára.[9]
- A községben számos 17-19. századi farmépület maradt fenn (Soulages, Les Fonts településeken).
- Az első világháború áldozatainak emlékművét egy 1824-ben állított feszületen helyezték el.[10]
- A község területén számos régi kőkereszt található:[11]
  - Baraque de Trémolet - 19. század
  - Le Bouquet - 1707
  - Les Fonts - 1706
  - Les Monziols - 1702-ben emelt mészkő-feszület.[12]
  - Soulages - 18. század
  - La Vayssière - 18. század
- A causse-on számos dolmen található.

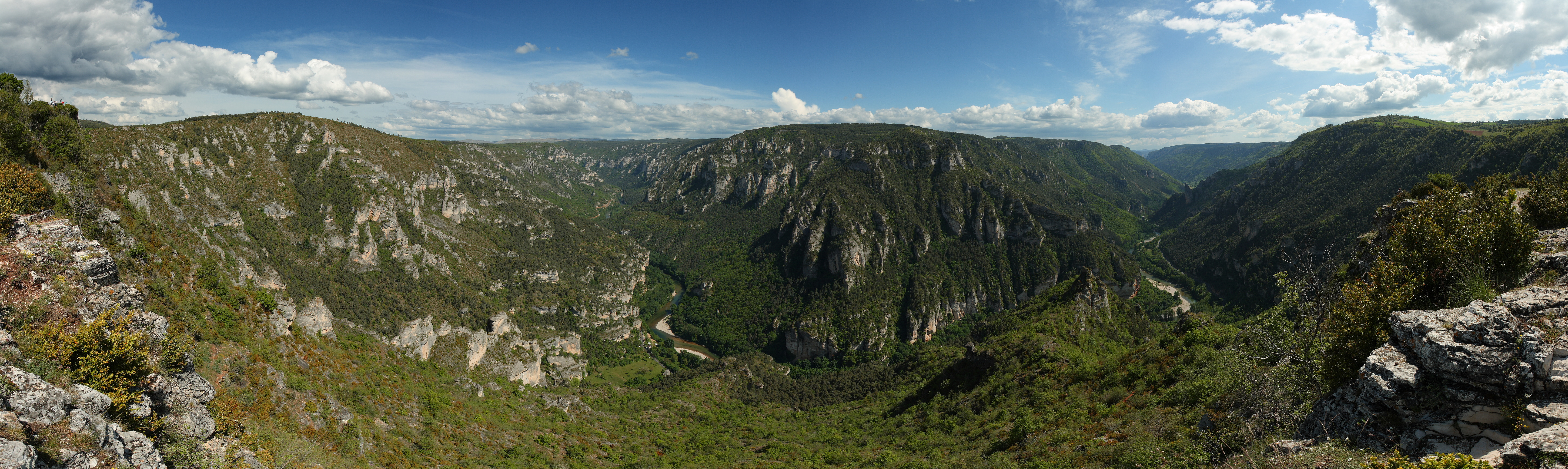
Kilátás a Point Sublime-ről

## Képtár

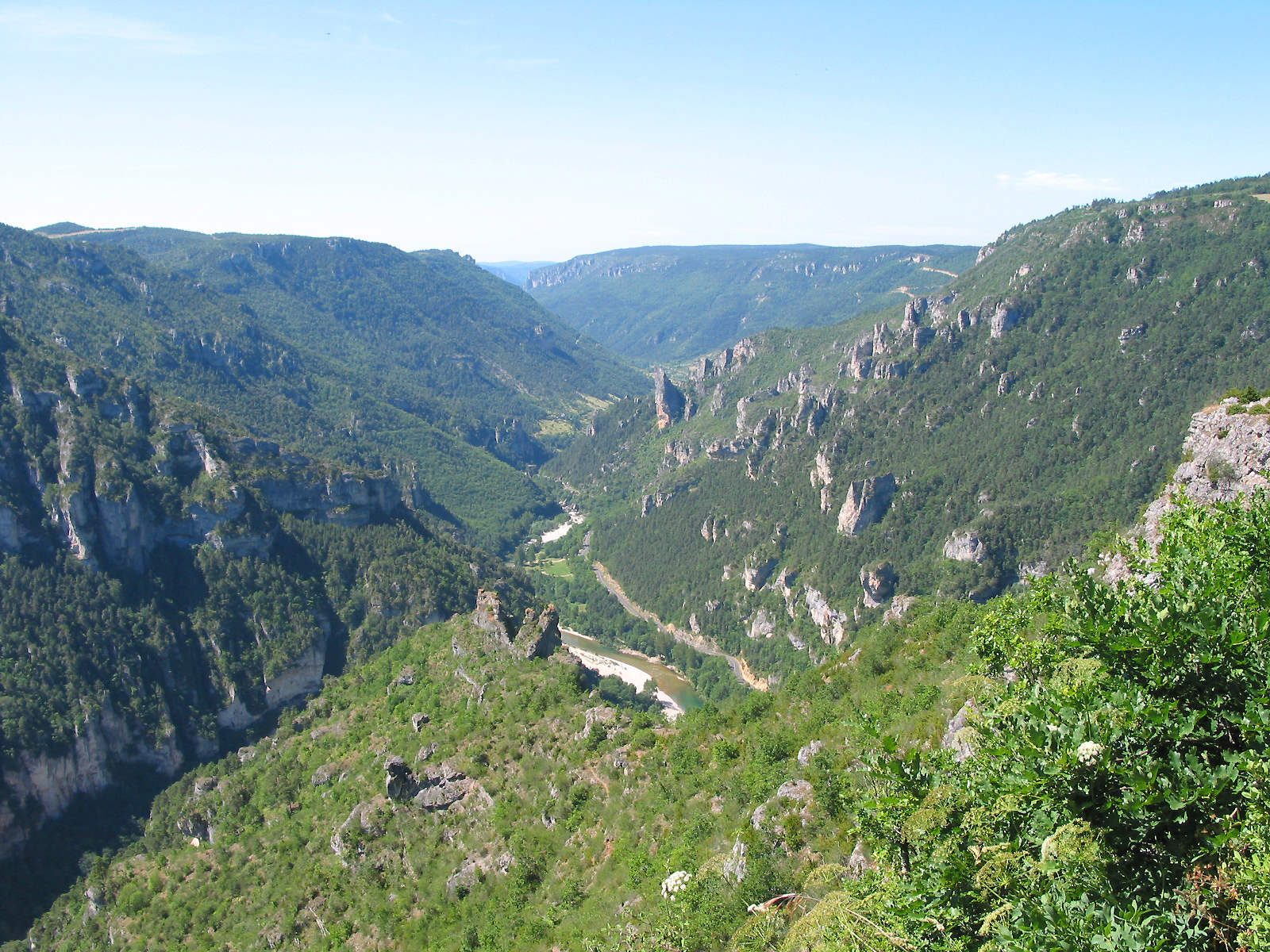
A Tarn völgyének látképe a Point Sublime-ről
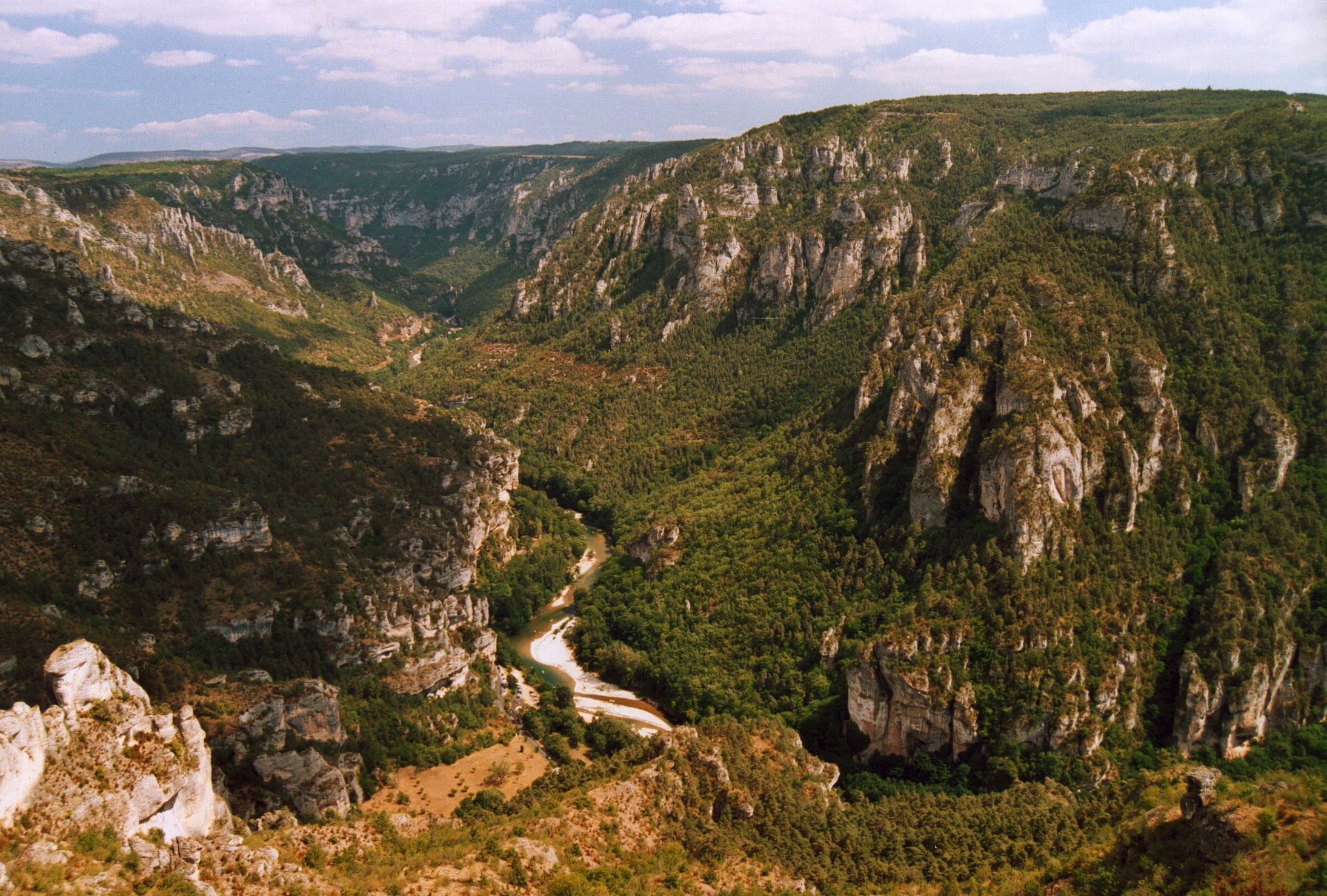
A Tarn völgyének látképe a Point Sublime-ről
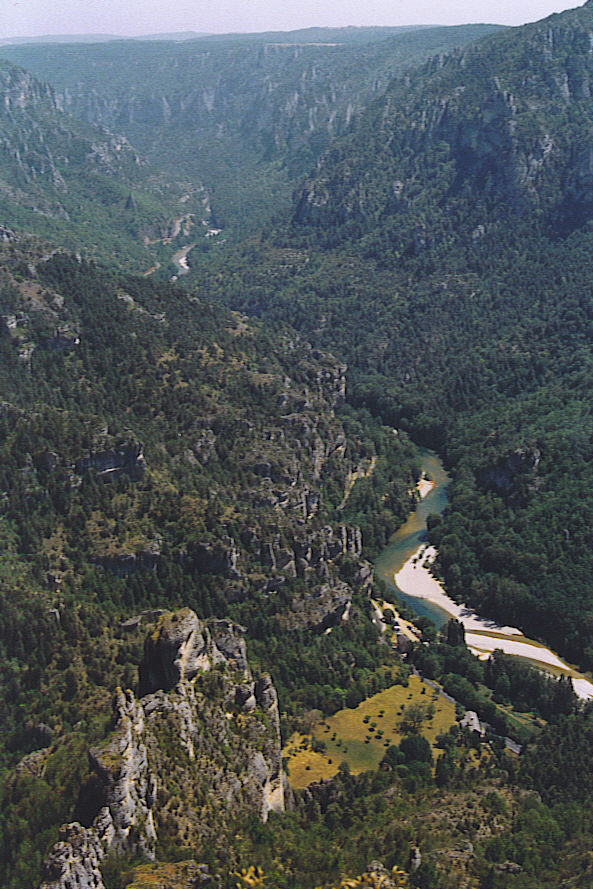
A Tarn völgyének látképe a Point Sublime-ről
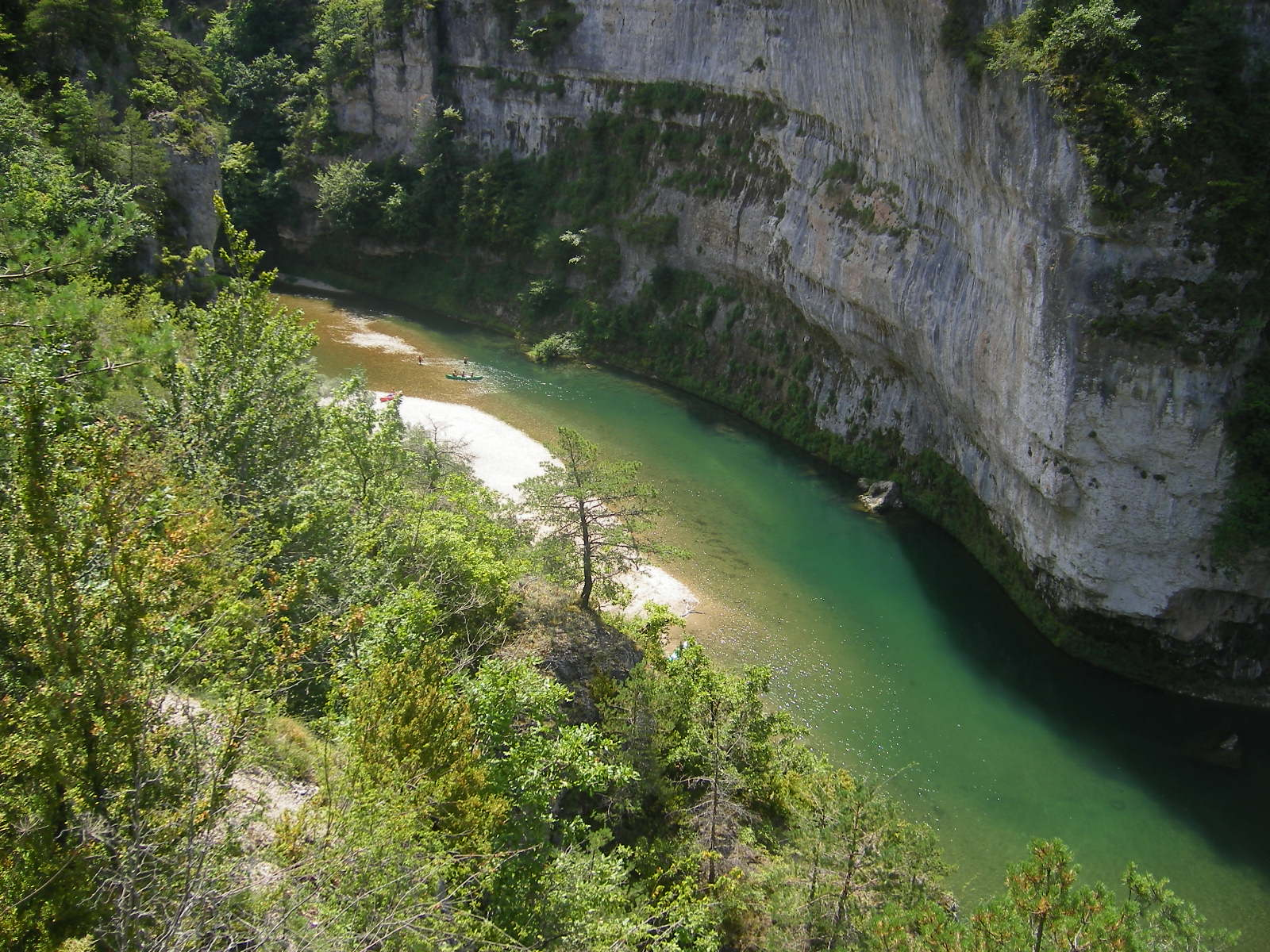
Les Détroits
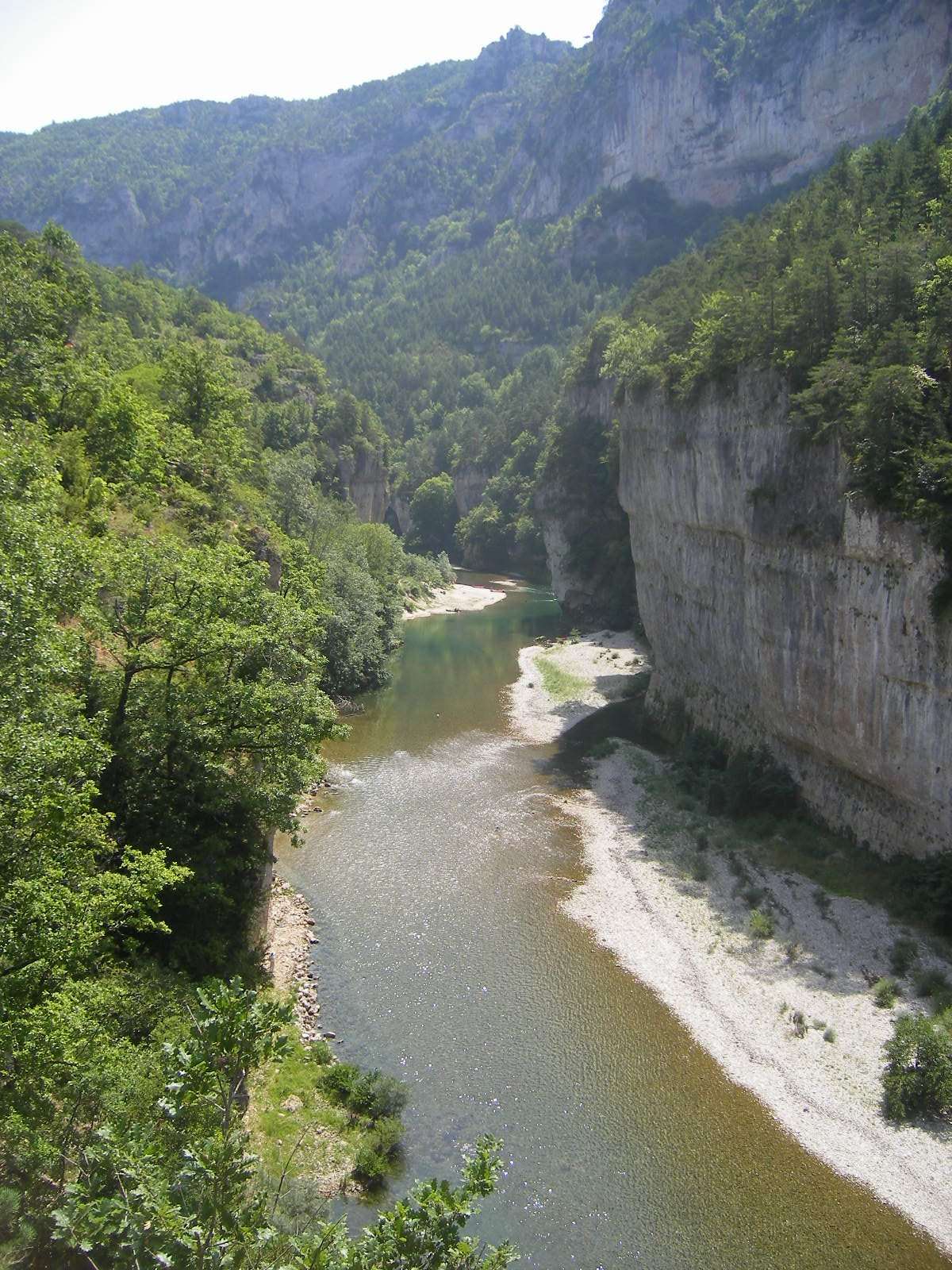
A Tarn-folyó
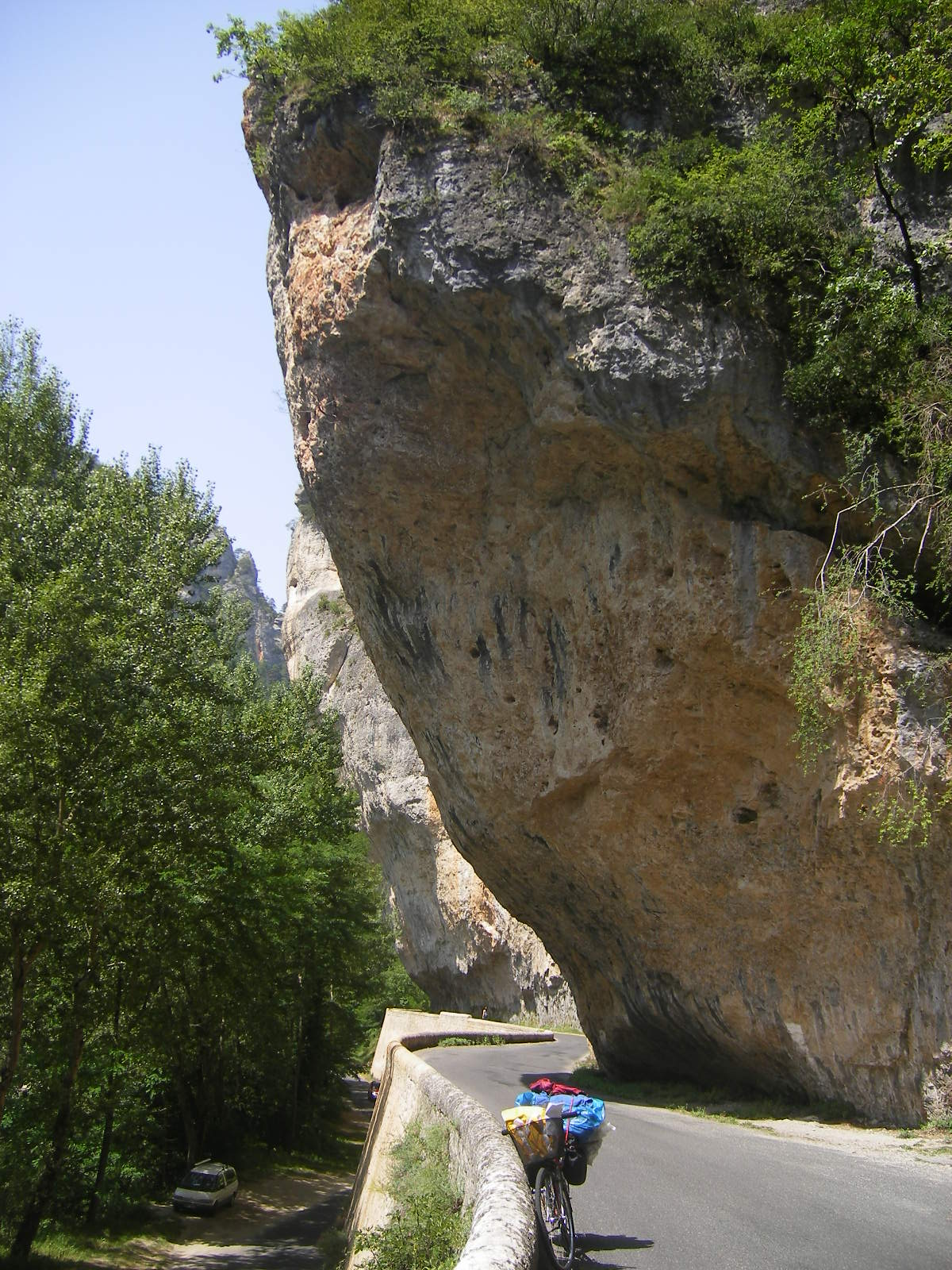
A Tarn völgyében haladó országút
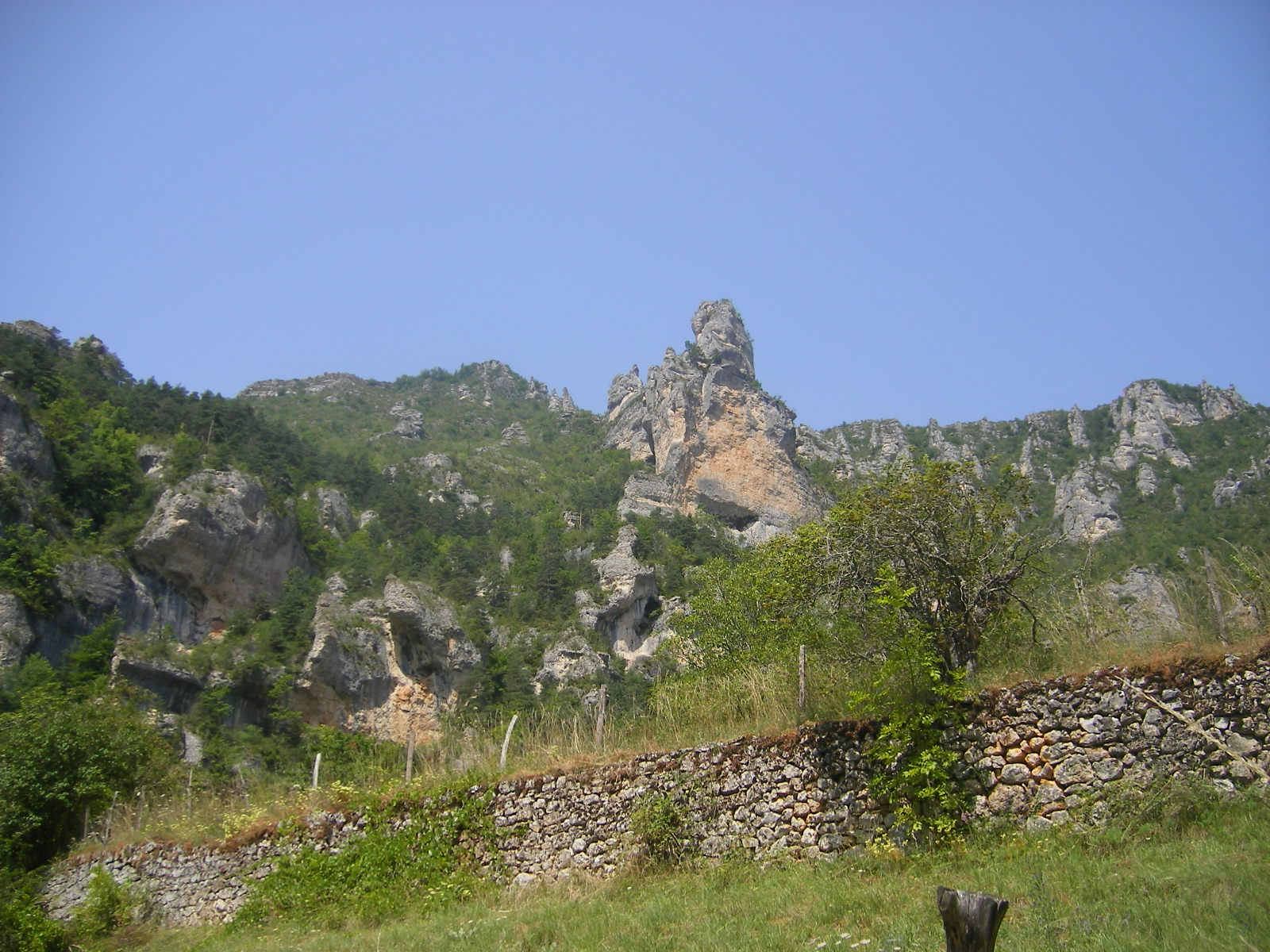
A Tarn völgyében (Les Baumes)
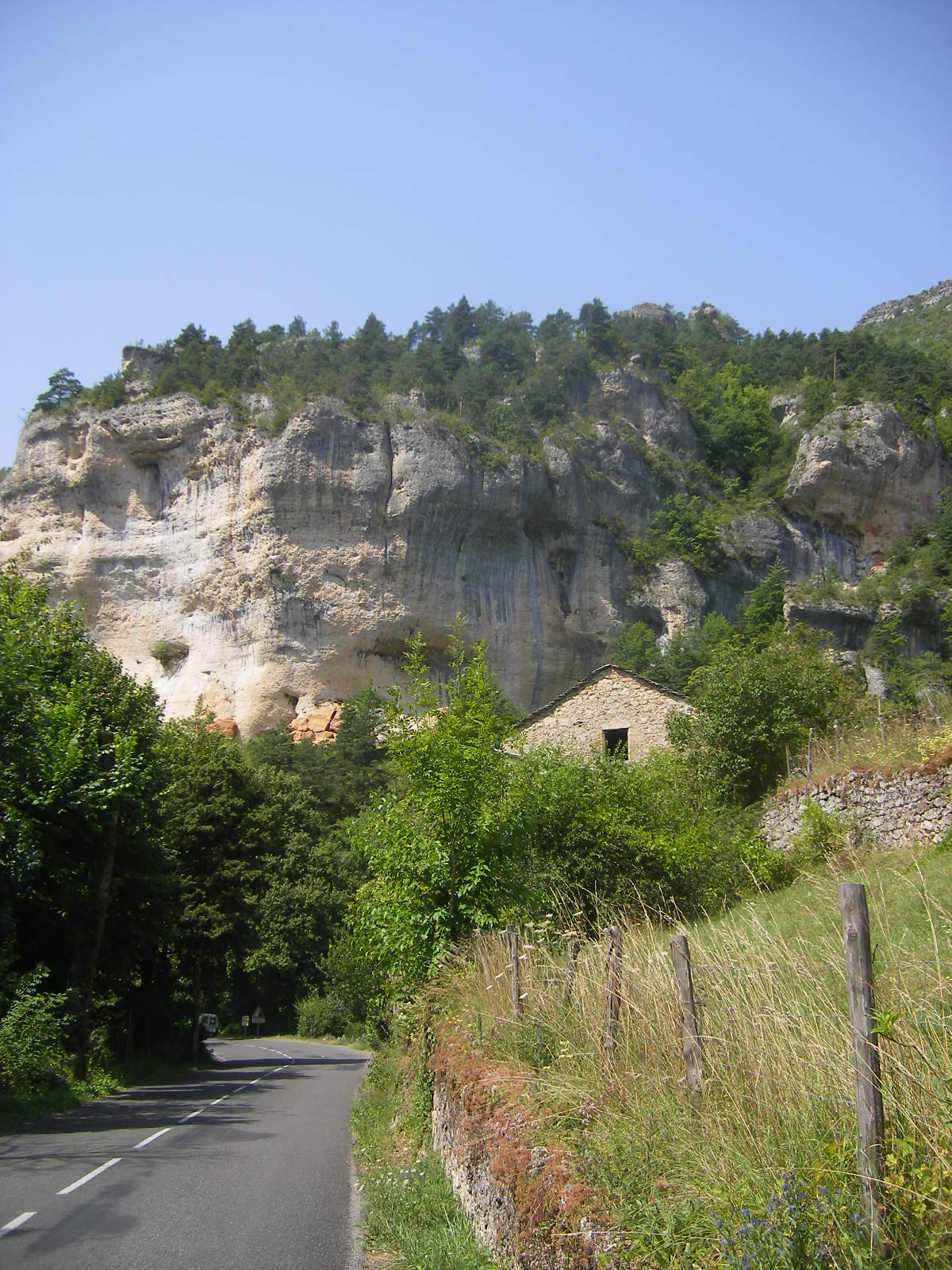
A Tarn völgyében (Les Baumes)
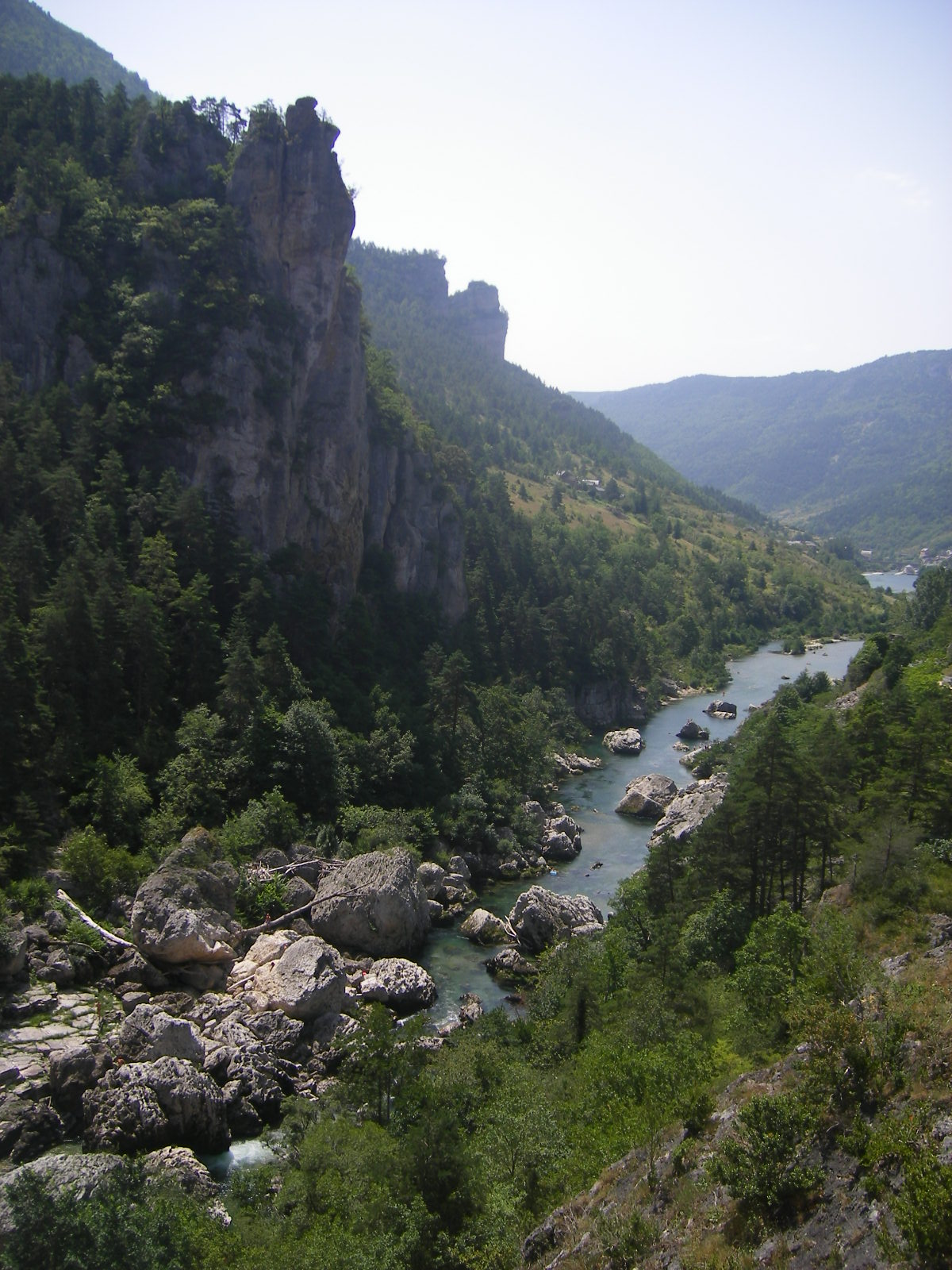
Kilátás a Pas de Soucyról
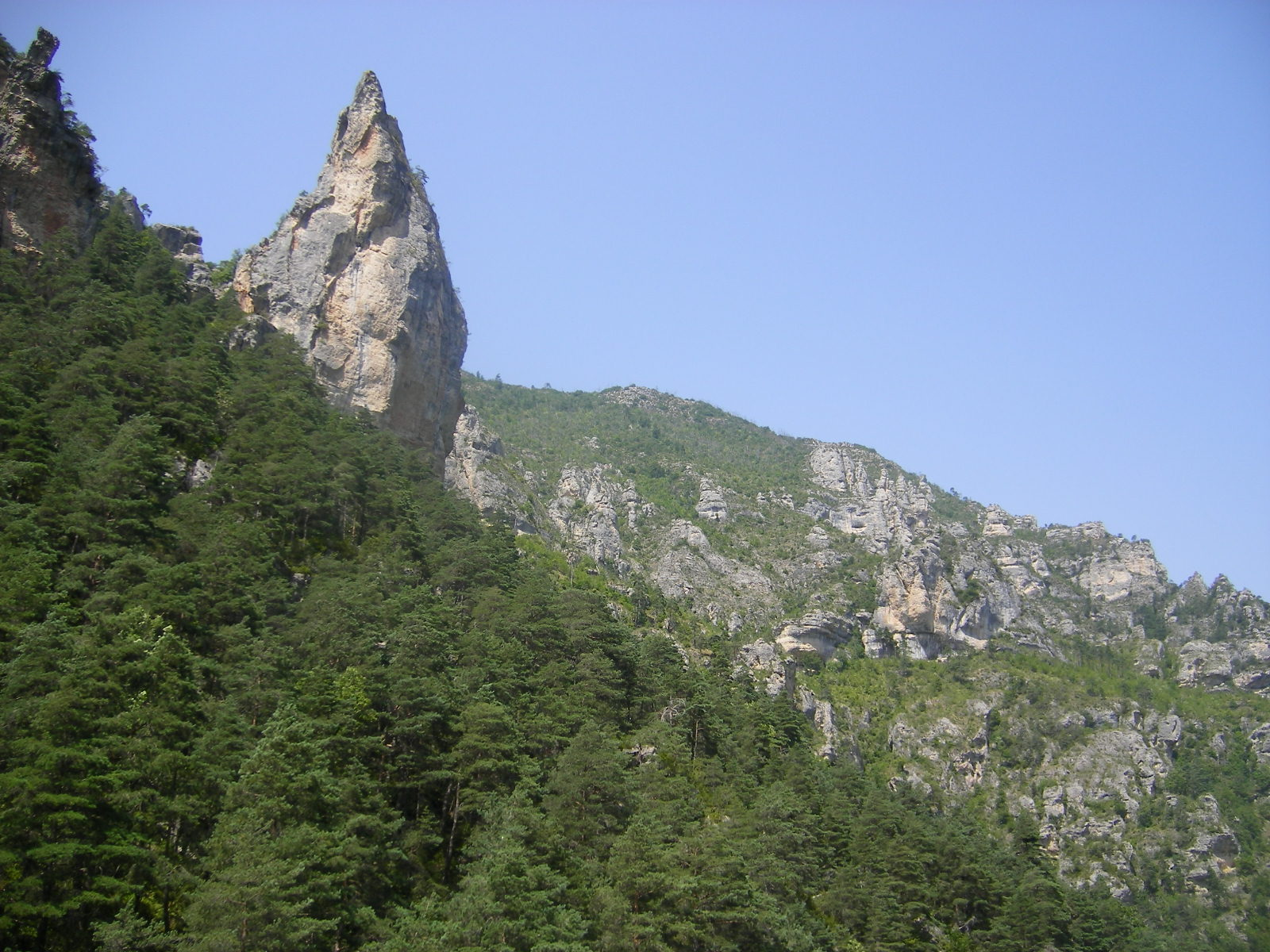
Kilátás a Pas de Soucyról
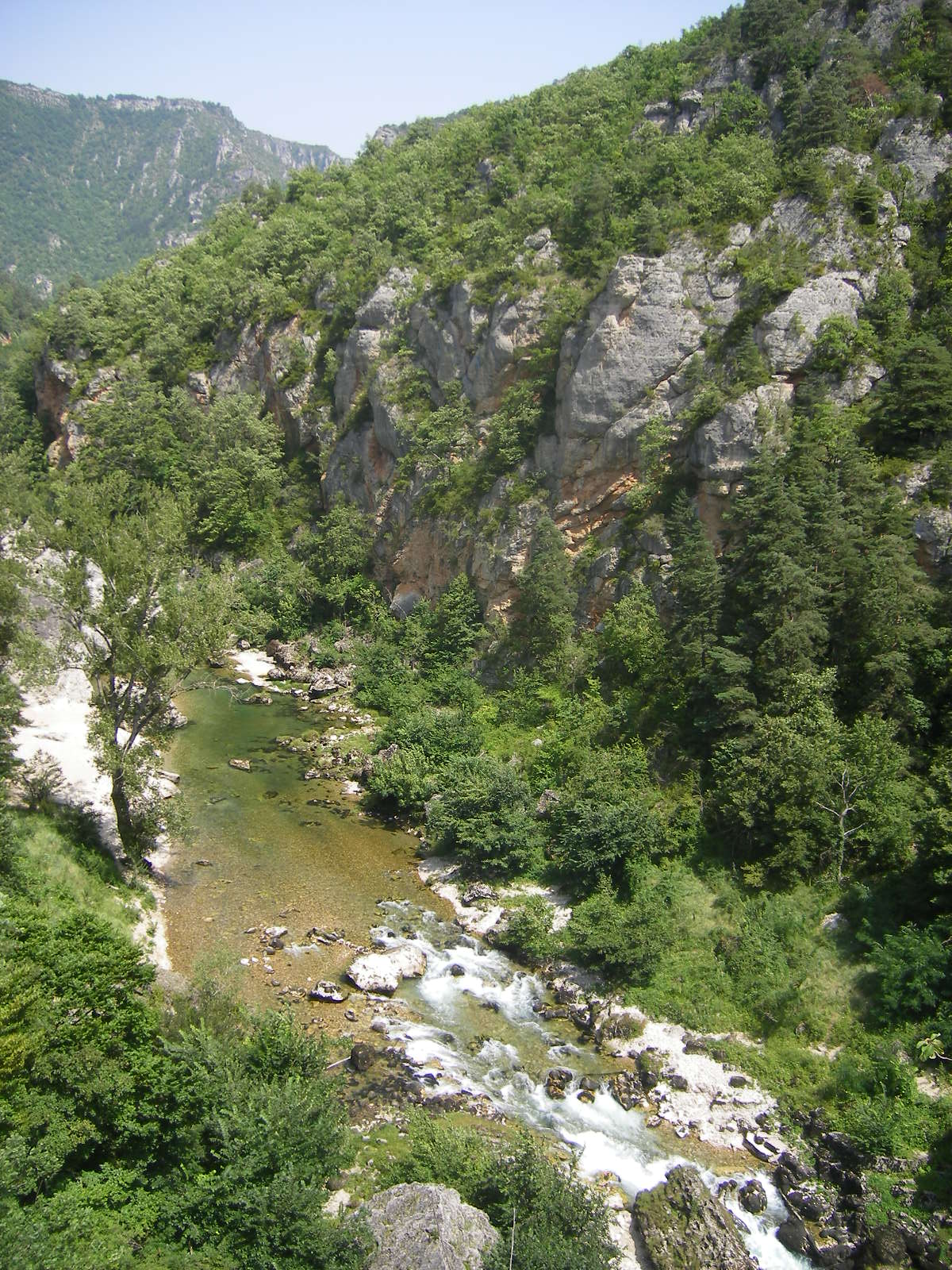
Kilátás a Pas de Soucyról
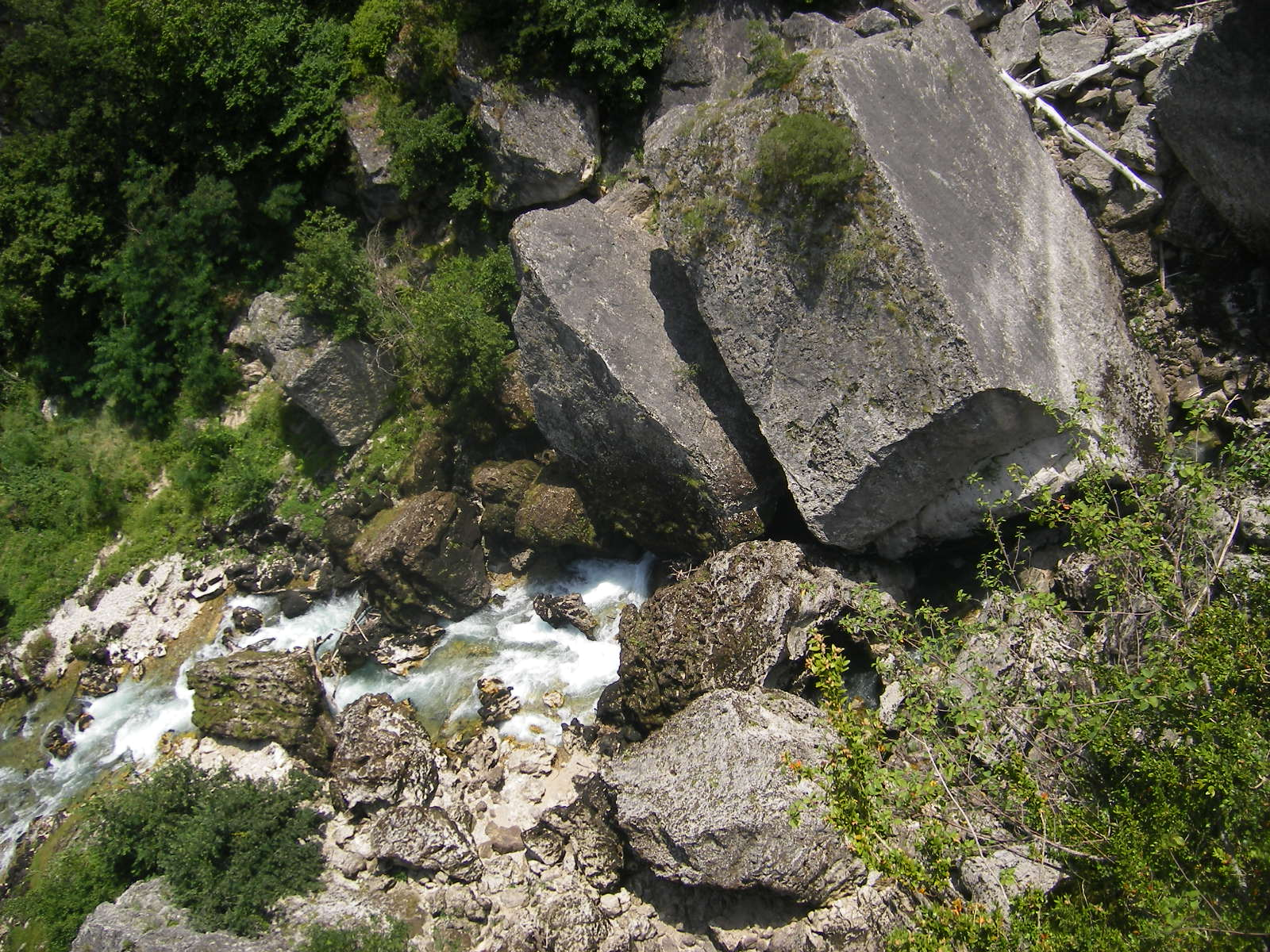
Kilátás a Pas de Soucyról

## Kapcsolódó szócikk
- Lozère megye községei